# James Cleminson
James Arnold Stacey Cleminson (31 de agosto de 1921 — 14 de setembro de 2010) foi um soldado e empresário inglês, foi condecorado por seu serviço durante a Batalha de Arnhem e fugir, enquanto um prisioneiro de guerra, na Campanha da Itália durante a Segunda Guerra Mundial.